# Zespół dyskontynuacji leków przeciwdepresyjnych
Zespół dyskontynuacji leków przeciwdepresyjnych (ang. antidepressant discontinuation syndrome) – zespół objawów związanych z przerwaniem stosowania, zmniejszeniem dawki lub całkowitym odstawieniem leków przeciwdepresyjnych. W jego przebiegu mogą występować objawy grypopodobne, bezsenność, nudności, zaburzenia czucia, równowagi, niepokój. Objawy te zazwyczaj są łagodne, krótkotrwałe i samoistnie ustępują. W cięższych przypadkach wprowadzenie leku na nowo powoduje ustąpienie objawów w krótkim czasie. Objawy odstawienia fluwoksaminy opisano na początku lat 90. Termin zespołu dyskontynuacji wprowadzili Zajecka i wsp. w 1997 roku.

## Epidemiologia
Objawy dyskontynuacji występują u około 20% pacjentów, którzy nagle odstawili leki przeciwdepresyjne po co najmniej 6 tygodniach ich przyjmowania.

## Etiologia
Objawy opisywano po odstawianiu leków z różnych klas: selektywnych inhibitorów wychwytu zwrotnego serotoniny (SSRI), inhibitorów wychwytu zwrotnego serotoniny i noradrenaliny (SNRI), trójpierścieniowych leków przeciwdepresyjnych (TCA). Odstawienie leków o krótszym okresie półtrwania wiąże się z bardziej wyrażonymi objawami. Zespół dyskontynuacji rzadko występuje po fluoksetynie i sertralinie. Spośród SSRI najczęściej występuje po odstawieniu paroksetyny. Objawy dyskontynuacji bardzo często występują przy odstawianiu wenlafaksyny, czasem już przy pominięciu jednej dawki leku.
Część klinicystów uważa, że leki przeciwdepresyjne nie mają potencjału uzależniającego, nie jest więc właściwe określanie tych objawów jako zespół odstawienny (abstynencyjny). Inni twierdzą, że termin dyskontynuacji umniejsza wagę szkód spowodowanych SSRI i objawy powinno się określać jako zespół odstawienny.

## Objawy i przebieg
Z odstawieniem leków przeciwdepresyjnych mogą wiązać się objawy grypopodobne, nudności, bezsenność, zaburzenia równowagi, zaburzenia czucia, pobudzenie. Czasem (zwłaszcza po odstawieniu wenlafaksyny) występuje objaw nazywany „brain zaps”, opisywany jako uczucie krótkich wyładowań elektrycznych w głowie (mózgu). Objawy zazwyczaj mają łagodne nasilenie. Ustępują w ciągu 2–3 tygodni (czas trwania objawów zależy od okresu półtrwania leku). Objawy ustępują zazwyczaj w ciągu doby po wprowadzeniu na nowo odstawionego leku.

## Rozpoznanie
Rozpoznanie stawiane jest na podstawie obrazu klinicznego. Zaproponowano kryteria zespołu dyskontynuacji po SSRI.

## Postępowanie
Uważa się, że najlepszą strategią uniknięcia objawów jest stopniowa redukcja dawki leku przed jego odstawieniem. U pacjentów doświadczających poważnych objawów dyskontynuacji zaleca się powrót do leku i powolniejsze jego odstawianie. Możliwa jest zmiana leku na lek przeciwdepresyjny o dłuższym okresie półtrwania (np. fluoksetynę) i dopiero potem zaprzestanie leczenia przeciwdepresyjnego.

## Implikacje prawne
W 2013 wniesiono pozew zbiorowy Jennifer L Saavedra v. Eli Lilly and Company, ponieważ ulotka leku Cymbalta (preparat duloksetyny) nie zawierała informacji o tzw. „brain zaps” i innych objawach odstawienia. Firma wnosiła o oddalenie pozwu, powołując się na „regułę świadomego pośrednika”, która stanowi, że producent leków nie ma obowiązku ostrzegać konsumenta leków na receptę przed potencjalnymi działaniami niepożądanymi, o ile odpowiednie ostrzeżenia zostały przekazane przepisującemu lek lekarzowi. Ostatecznie pozew został oddalony. Kolejne pozwy (Melissa Strafford, et al v. Eli Lilly and Company) również były oddalane.